# 세상을 바꾼 변호인
《세상을 바꾼 변호인》(영어: On the Basis of Sex 온 더 베이시스 오브 섹스[*])은 2018년 개봉한 미국의 전기 드라마 영화이다. 대법원 판사 루스 베이더 긴스버그의 생애를 그린 작품으로 미미 레더가 감독하고 다니엘 스티플만이 각본을 썼다. 펠리시티 존스, 아미 해머, 저스틴 서룩스, 캐시 베이츠, 샘 워터스톤이 출연한다. 이 영화는 포커스 피처스 배급으로 2018년 12월 25일 개봉되었다.

## 출연진
- 펠리시티 존스 - 루스 베이더 긴스버그 역
- 아미 해머 - 마틴 D. 긴스버그 역
- 저스틴 서룩스 - 멜 울프 역
- 캐시 베이츠 - 도로시 케년 역
- 샘 워터스톤 - 어윈 그리스월드 역
- 스티븐 루트
- 케일리 스패니
- 잭 레이너
- 루스 베이더 긴스버그

## 제작
2017년 7월 8일, 펠리시티 존스가 미미 레더가 감독하는 영화 《세상을 바꾼 변호인》에서 대법원 판사 루스 베이더 긴스버그 역할에 캐스팅이 확정 된 것이 발표되었다. 2017년 9월 7일, 아미 해머가 루스의 남편인 마틴 D. 긴스버그 역할을 연기한다고 발표 되었고, 로버트 W. 코트는 파시티펀트 미디어를 통해 영화를 제작할 것이고, 포커스 피처스에서 배급을 맡아 2018년 개봉될 예정이며, 몬트리올에서 2017년 말부터 촬영을 시작한다고 발표했다. 영화의 조연 역할로 저스틴 서룩스, 캐시 베이츠, 샘 워터스톤, 잭 레이너, 스티븐 루트와 케일리 스패니가 합류했다. 2018년 4월에는 루스 베이더 긴스버그가 작은 카메오 역할로 출연한다고 발표 되었다.

## 개봉
이 영화는 포커스 피처스 배급으로 2018년 11월 9일 개봉되었다.

## 같이 보기
- 루스 베이더 긴즈버그 : 나는 반대한다